# Путешествие на воздушном шаре (фильм)
«Путешествие на воздушном шаре» (также «Полёт на шаре», фр. Le Voyage en ballon) — полнометражный цветной художественный фильм французского режиссёра Альбера Ламориса, вышедший в 1960 году. Фильм повествует о полёте дедушки-изобретателя и его внука на управляемом воздушном шаре над Францией. В роли мальчика, как и в предыдущем фильме Ламориса «Красный шар», выступил сын режиссёра Паскаль Ламорис. Фильм был представлен на Венецианском кинофестивале.

## Сюжет
В парижской квартире на Орлеанской набережной, среди друзей и коллег, изобретатель делает доклад об усовершенствованном типе воздушного шара, который, благодаря системе накачивания и выпуска «облегчённого воздуха», позволяет двигаться вверх, вниз и поворачивать в разных направлениях. Он заключает, что докажет действенность своего изобретения, пролетев над всей Францией с севера на юг.
Вскоре в Бетюне путешествие начинается: изобретатель садится в воздушный шар, а его ассистент со всеми необходимыми запчастями и припасами следует по тому же маршруту на автомобиле. Внук изобретателя, вопреки запрету, зацепляется за корзину, и дедушка вынужден взять его с собой. Они наблюдают города и природу Франции с высоты птичьего полёта, пролетают над шпилем Страсбургского собора, видят замок Шенонсо, становятся свидетелями охоты на оленя и преграждают путь охотникам, чтобы сохранить животному жизнь. В Париже путешественники, миновав Эйфелеву башню и Нотр-Дам, пролетают прямо рядом с окнами квартиры, где находятся их друзья, и машут им. Возле Бреста они видят парусные суда, направляющиеся на регату. Ночуют путешественники либо на земле, в условленном месте, где их уже ждёт ассистент, либо прямо в воздухе во время полёта.

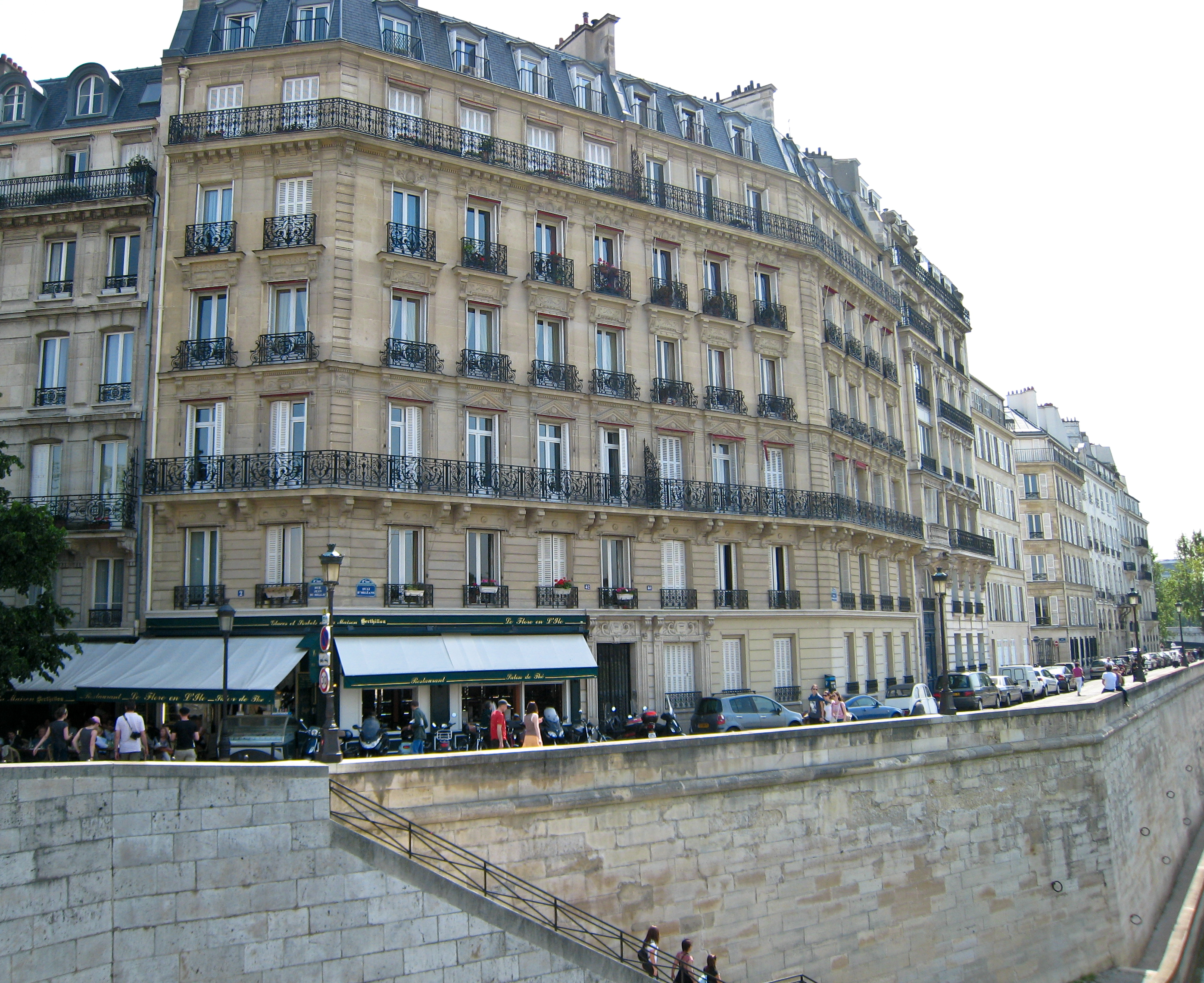
Дом на Орлеанской набережной, в котором начинается действие фильма

На одном из привалов в деревушке происходит курьёз: ассистент дедушки пытается ухаживать за местной девушкой, и шар вместе с ней случайно отвязывается и улетает. Ассистент долго преследует его по земле, и наконец ему удаётся остановить полёт. В это время у коллег изобретателя в Париже происходит возгорание и взрыв маленькой модели шара, которая осталась у них. Они производят вычисления и понимают, что и основной шар может взорваться. Так и происходит: шар сгорает, опустившись на землю, однако у дедушки оказывается с собой запасной, и они привязывают новый шар к той же корзине, продолжая полёт. Они добираются до Альп и пролетают над самим Монбланом, а затем отдыхают на Лазурном берегу.
В одном из городков ассистент дедушки участвует в корриде, и из-за суматохи, вызыванной пробегом быка по улицам, шар после приземления снова взлетает с одним только внуком. Дедушка с ассистеном устремляются в погоню на машине. Внук пролетает над болотами Камарга, наблюдая за стадами быков и лошадей. Ассистент пытается добраться до шара, прыгнув с парашютом, но в последний момент ему не удаётся зацепиться. Мальчика же несёт дальше к морю, при этом шар неисправен, и он с трудом может управлять им. Наконец, на самом берегу моря мальчику удаётся снизить шар и выпрыгнуть. Он остаётся у кромки воды, а шар несёт над морем дальше и дальше…

## В ролях
- Андре Жиль — Дедушка
- Паскаль Ламорис — Внук
- Морис Баке — Ассистент

## Награды
- 1960 — 21-й Венецианский кинофестиваль — Премия Международной Католической организации в области кино

## Отзывы
В кратком обзоре киноновинок в журнале Time о фильме говорилось, что он «очарует ребёнка, замужнюю даму и седовласого старца захватывающими дух видами прекрасной земли Франции глазами воздухоплавателя» (англ. will enchant moppet, matron and greybeard with its breath-catching, balloonist's-eye view of the fair land of France).
Французский кинематографист Мишель Гондри вспоминал о том, что видел фильм Ламориса в детстве и что он стал первым фильмом, который он запомнил, и что пересматривать он больше всего любит именно этот фильм. В результате фильм, по словам Гондри, изменил его жизнь, поскольку в своих работах он снова и снова пытается воссоздать то чувство, которое он испытал при просмотре «Путешествия на воздушном шаре». Гондри также восхитили некоторые приёмы создания фильма, в том числе съёмки свешиваясь с вертолёта: сам он воспроизвёл этот опыт, снимая видеоклип «Jóga» для Бьорк.
Фильм входит в список ста любимых фильмов японского режиссёра Акиры Куросавы, составленный его дочерью.